# 長身寬箬鰨
長身寬箬鰨為輻鰭魚綱鰈形目鰨亞目鰨科的其中一種，為熱帶魚類，分布於西太平洋湄公河河口半鹹水域，體長可達7公分，棲息在河口區底層水域，以底棲性無脊椎動物為食，生活習性不明。